# Berry (Alabama)
Berry é uma cidade  localizada no estado americano do Alabama, no Condado de Fayette.

## Demografia
Segundo o censo americano de 2000, a sua população era de 1238 habitantes. 
Em 2006, foi estimada uma população de 1215, um decréscimo de 23 (-1.9%).

## Geografia
De acordo com o United States Census Bureau, a localidade tem uma área de 28,9 km², sem área coberta por água. Berry localiza-se a aproximadamente 219 m acima do nível do mar.

## Localidades na vizinhança
O diagrama seguinte representa as localidades num raio de 32 km ao redor de Berry. 